# Zmrtvýchvstání (Hvězdná brána, 1. řada)
Zmrtvýchvstání je 7. epizoda 1. řady sci-fi seriálu Hvězdná brána.

## Děj
SG-1 přichází na planetu P3X-562. V okolí brány se nacházejí pouze písečné duny. Poblíž brány nalézá SG-1 stovky rozbitých krystalů modré barvy. Jack O'Neill se vzdálí od ostatních a najde velký neporušený krystal. Jakmile se krystalu dotkne, je výbojem energie odmrštěn a zůstává v bezvědomí naležet na zemi. Krystal vytvoří jeho přesnou kopii a ta se připojuje ke zbytku týmu. SG-1 se pak vrací na Zemi a zanechává pravého O'Neilla na planetě.
Po návratu SG-1 informuje generála Hammonda o misi. Samantha Carterová říká, že je pravděpodobné, že krystaly byly někým na místo shromážděny. Daniel Jackson se domnívá, že prohlubeň s krystaly může mít náboženský význam. Generál Hammond dává všem osobní volno až do další mise.
Kopie O'Neilla spěchá do šatny ke skříňce. Prohlíží si krabici, ve které má pravý O'Neill několik fotek zemřelého syna, snubní prstýnek a dopisy od své ženy Sáry. Z dopisů získá také adresu Sáry a vydává se za ní.
Carterová a Jackson zkoumají krystaly. Při zkoumání Jackson vypráví Carterové podrobnosti o O'Neillově rodině. O'Neillův syn se nešťastnou náhodou zastřelil jeho zbraní a manželka Sára jej opustila. Při podrobném zkoumání krystalu zjišťuje Carterová, že na krystalu jsou stopy výstřelu z tyčové zbraně. Když krystal na chvíli vytvoří podobu Jacksonova obličeje, ten zděšeně uskočí. Potom se ke krystalu přiblíží Carterová a krystal tentokrát vytvoří podobu jejího obličeje a žádá je o pomoc.
Zatím kopie O'Neilla přichází k domu Sáry. Sára je překvapená. Když chce kopie O'Neilla mluvit se svým synem Charliem, Sára odchází rozrušená do domu. Sářin otec pak zve O'Neilla dál a ten jde do Charlieho pokoje. Kopie O'Neilla si prohlíží věci v pokoji a vybavují se mu při tom útržky z Charlieho minulosti. Kopie tak z těchto útržků konečně pochopí, že pro lidi má smrt jiný význam než pro jeho druh. Potom jde za Sárou a říká, že se musí vrátit k hvězdné bráně. Sára netuší, o čem mluví a vyčítá mu, že si vždycky něco vymyslí, aby s ní nemusel mluvit. Náhle však O'Neillem začnou projíždět energetické výboje a ten se zhroutí. Vyděšená Sára jej odváží do nemocnice.
Mezitím je na základně zvenčí aktivována hvězdná brána. Je vyhlášen poplach a do prostoru brány je povolán obranný oddíl. Bránou přichází pravý Jack O’Neill. Hammond chce vědět, co je zač. O'Neill je zmatený a nechápe co se děje a proč se zbytek SG-1 vrátil bez něj. Hammond nařizuje zavřít O'Neilla do cely na pozorování. Po lékařských testech, vychází najevo, že je pravý Jack O’Neill.
SG-1 s generálem Hammondem se pokoušejí komunikovat s krystalem. Dozvídají se, že kdysi dávno přišli na P3X-562 Goa'uldi. Krystaly se jich nebály a snažily se je uvítat. Jeden z Goa’uldů se ale krystalu dotkl a energie krystalu Goa'ulda zabila. Goa’uldi shromáždili všechny krystaly na jedno místo a zničili je. Krystal dále říká, že se musí vrátit zpět na svou planetu. Podle Carterové energie krystalu začíná slábnout a krystal vyzařuje ionizující částice. Dávky nejsou nebezpečné, ale u kopie O'Neilla to bude horší. Hammond obdrží zprávu, že v jedné nemocnici přijali před hodinou nějakého J. O'Neilla. SG-1 se tam vydává.
Sára zatím v nemocnici sedí u O'Neilla a oba spolu hovoří o synovi. Po chvíli O'Neillem začnou probíhat silné výboje. Sára se ho dotkne a popálí se. Přístroje v nemocnici začnou vybuchovat. Celá nemocnice je evakuována, všude je zmatek. Do nemocnice přichází SG-1. Pravý O'Neill nařizuje, aby všichni kromě SG-1 vyklidili budovu. Na chodbě O'Neill potkává zmatenou Sáru. O'Neill ji uklidňuje a slibuje, že si spolu promluví jakmile vše skončí. SG-1 si nasazují ochranné masky a jdou k pokoji, kde kleží kopie O'Neilla.
Pravý O'Neill říká své kopii, že mu nechtějí ublížit. Kopie jej varuje, ať se nepřibližuje, protože mu také nechce ublížit. Dalším silným výbojem energie je SG-1 odmrštěna. Potom radiace klesla a SG-1 si sundávají ochranné masky. O'Neill jde opět ke kopii a říká, že lidé jsou také nepřátelé Goa'uldů. O'Neill se od kopie dozvídá, že když ho jeho energie na planetě zranila, snažil se jej uzdravit. Ale nechápal podstatu O'Neillova zranění, a proto mu nahlédl do mysli. Uviděl mysl bojovníka a obával se, že až se o tom dozvědí O'Neillovi přátelé, přijdou a zničí ho. Když pochopil, že O'Neillovou největší bolestí nebylo zranění, které mu způsobil výbojem energie, ale hluboká rána v srdci způsobená ztrátou syna, domníval se, že kdyby O'Neillovi přivedl Charlieho, uzdravil by ho. Až po příchodu na Zemi pochpil, že smrt pro lidi znamená, že tělo už neexistuje.
Potom se kopie O'Neilla přemění do podoby Charlieho a O'Neill se Sárou tak mohou opět spatřit svého syna a rozloučit se s ním. Nezbývá však mnoho času, protože všem v okolí krystalu hrozí nebezpečí radiace. Krystal se musí co nejrychleji vrátit na P3X-562. SG-1 vrací zpět na základnu a O'Neill poté doprovází krystal na jeho domovskou planetu.